# توني ثورنتون
توني ثورنتون (بالإنجليزية: Tony Thornton)‏ (8 نوفمبر 1959 - 10 سبتمبر 2009) هو ملاكم أمريكي.

## روابط خارجية
- توني ثورنتون على موقع بوكس ريك (الإنجليزية) (registration required)